# Hastella spinipinnis
Hastella spinipinnis is een rechtvleugelig insect uit de familie Morabidae. De wetenschappelijke naam van deze soort is voor het eerst geldig gepubliceerd in 1981 door Key.